# Rebecca Wellsová
Rebecca Wellsová (* 3. února 1953 Alexandria, Louisiana) je americká spisovatelka, herečka a autorka divadelních her.

## Život a dílo
Rebecca Wellsová pocházela z Louisiany. Žila ve státě Washington, na ostrově nedaleko Seattlu. Za svůj první román, který je paralelou knihy Božská tajemství Jajanek, získala cenu Western States Book Award. K jejím divadelním dílům patří mimo jiné Splittin´s Hairs a Gloria Duplex. Sama v nich ztvárnila hlavní role. Psala rovněž televizní hry pro společnosti ABC a CBS. Cestovala s jevištními adaptacemi svých románů Little Altars Everywhere a Božská tajemství Jajanek.

## Obsah knihy Božská tajemství Jajanek
Nejlepší kniha roku 1999 (Svaz amerických knihkupců)
Na vkus maloměsta 60. let poněkud výstřední Jajanky překonávají nejrůznější nástrahy života včetně mateřství, manželství, nemocí a spousty nejrůznějších konfliktů právě díky celoživotnímu přátelství, podpoře a pomoci, kterou si navzájem poskytují, kdykoli je potřeba.